# 密西西比號戰艦 (BB-23)
密西西比號戰艦（USS Mississippi BB-23）是一艘隸屬於美國海軍的戰艦，為密西西比級戰艦的首艦。她是美軍第二艘以密西西比州為名的軍艦，亦是美國最後一批設計的前無畏艦。
密西西比號在1904年於費城的克雷普父子造船廠（William Cramp & Sons Ship & Engine Building Co.）開始建造，並在1905年下水，最終在1908年服役，在大白艦隊（Great White Fleet）環球航行即將完結之際才加入編隊之列。1913年密西西比號到彭薩科拉新成立的海軍航空站服役，用作美國海軍航空兵的飛行開發平台。1914年美國籍坦皮科事件入侵韋拉克魯斯，密西西比號亦有攜帶飛行員及水上飛機參與。這也是美國海航首次參與實戰。
韋拉克魯斯戰役結束後，美國政府在1914年4月將密西西比號及姊妹艦愛達荷號出售給希臘海軍。由於歐洲不久因薩拉熱窩暗殺事件而陷入戰爭邊緣，密西西比號的轉移程序加快，並趕及在第一次世界大戰爆發前完成移交，並更名為基爾基斯（Kilkis），以紀念第二次巴爾幹戰爭中希臘致勝的一場戰役。同年7月密西西比號於美國海軍正式退役及除籍，其時離第一次世界大戰爆發只有一星期之遙。
接著基爾基斯號擔任希臘海軍旗艦。不久親德的希臘國王康斯坦丁一世與親協約國的希臘總理韋尼澤洛斯，就保持中立抑或加入協約而陷入嚴重分歧，在國內引發龐大政治危機；法國軍隊更一度登陸希臘，並驅逐大部分基爾基斯號的船員，同時填塞其炮口，使基爾基斯號失去作戰能力。希臘最終在1916年加入協約陣營。
戰後基爾基斯號曾參與希土戰爭，並在1929年後轉為訓練艦。1941年第二次世界大戰希臘戰役期間，基爾基斯號被納粹德國空軍在港內擊沉。1950年代基爾基斯號被打撈後出售拆解。